# Sport Clube Valenciano
O Sport Clube Valenciano é o principal clube de Viana do Castelo, com sede em Valença. Participa na época 2019-2019 no Campeonato Distrital de Viana do Castelo, série A. Com 14 títulos conquistados, o SC Valenciano é o segundo clube com mais troféus do distrito de Viana do Castelo, apenas abaixo do Vianense que soma 18 títulos. Neste momento está a competir também na Taça de Portugal Placard onde já alcançou a 3ª eliminatória.

## Títulos
- Campeonato Regional de Viana do Castelo: 1937/38

## Histórico

### Presenças (inclui 07/08)
|                   | Nº Presenças | Títulos |
| ----------------- | ------------ | ------- |
| Temporadas na 1ª  | 0            |         |
| Temporadas na 2ª  | 0            |         |
| Temporadas na 2ªB | 2            |         |
| Temporadas na 3ª  | 17           |         |
| Taça de Portugal  | -            |         |
| Taça da Liga      | 0            |         |

### Classificações
| Competição | I | II | III | IV  | V  | VI | VII |
| 2005/2006  | - | -  | 13º | -   | -  | -  | -   |
| 2006/2007  | - | -  | -   | 14º | -  | -  | -   |
| 2007/2008  | - | -  | -   | -   | 2º | -  | -   |
| 2008/2009  | - | -  | -   | 12º | -  | -  | -   |
| 2009/2010  | - | -  | -   | -   | 9º | -  | -   |
| 2010/2011  | - | -  | -   | -   | 1º | -  | -   |
| 2011/2012  | - | -  | -   | 2º  | -  | -  | -   |
| 2012/2013  | - | -  | 13º | -   | -  | -  | -   |
| 2013/2014  | - | -  | *   | -   | -  | -  | -   |
| ---------- | - | -- | --- | --- | -- | -- | --- |

* a decorrer

## História
O clube foi fundado em 1925. O seu actual presidente é Filipe Lima.

## Jogadores

### -2009/2010: Players
GK
- 1  - Vítor Nuno           - Portugal
- 33- Óscar                   - Portugal
- 78- Elias                     - Portugal

DEF
- 2  - Hélder Oliveira      - Portugal
- 3  - Luís Ramos           - Portugal
- 4  - Pendura                - Portugal
- 5  - Vitor Hugo            - Portugal
- 6  - Luís Marques   	   - Portugal
- 11- Ricardinho            - Portugal
- 13- Pedro Maciel         - Portugal
- 22- Linhares               - Portugal
- 23- Nuno Gomes        - Portugal
- 25- Cara                     - Portugal

MID
- 7  - Pedro Tiba            - Portugal
- 8  - Ruizinho               - Portugal
- 10- Tchocamar            - Guinée-Bissau
- 16- Luis Cunha            - Portugal
- 17- Braima                  - Guinée-Bissau
- 21- Tiago Lenho          - Portugal
- 26- Fusco                    - Portugal

STR
- 9  - David                    - Portugal
- 18- Everton                 - Brésil
- 20- Paulinho               - Portugal
- 30- Baciro                   - Guinée-Bissau
- 77- David Francês       - France

## Estádio
A equipa disputa os seus jogos caseiros no Estádio Dr. Lourenço Raimundo.